# Röttle
Röttle er en svensk by i Jönköpings län 4 km. syd for Gränna i Jönköpings kommun.
Byen ligger placeret langs Röttleåens udmunding i Vättern, og er navngivet efter åens brølende vandfald der i årtier har været omdrejningspunkt for byen der er kendt tilbage til 1279.
Byen er opstået omkring industrier, der har udnyttet Röttleåens vandkraft, især har en række vandmøller langs åen produceret strøm til området samt malet mel i århundreder. To af disse vandmøller er endnu bevaret: Rasmus kvarn og Jerusalems kvarn, hvoraf sidstnævnte er Sveriges næst ældste værdslige bygning. Rasmus kvarn (mølle) byggedes i 1600-tallet mens Jerusalems kvarn er ældre og går tilbage til slutningen af middelalderen. I byen har også Smålands ældste papirfabrik ligget. Den startede sin virksomhed i 1600-tallet, hvor den fremstillede papir til et trykkeri, som Per Brahe d.y. anlagde på Visingsö.
57°59′56″N 14°26′07″Ø / 57.998898°N 14.435375°Ø